# 瓦岗镇
瓦岗镇，是中华人民共和国河南省驻马店市确山县下辖的一个乡镇级行政单位。

## 行政区划
瓦岗镇下辖以下地区：
瓦岗村、刘老庄村、孙岗村、叶老庄村、田畈村、泽沟村、常庄村、芦庄村、冲口村、贯台村、黑风寺村、邢店村、林庄村、下沟村和邓庄村。